# Hypocaccus propensus
Hypocaccus propensus är en skalbaggsart som först beskrevs av Thomas Casey 1893.  Hypocaccus propensus ingår i släktet Hypocaccus och familjen stumpbaggar. Inga underarter finns listade i Catalogue of Life.